# Moerdijk

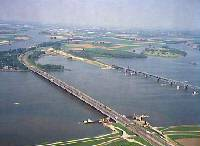
cầu Moerdijk.

Moerdijk là một đô thị và thị xã trong tỉnh Noord-Brabant, Hà Lan.